# N'Dlondougou
N'Dlondougou is een gemeente (commune) in de regio Koulikoro in Mali. De gemeente telt 21.000 inwoners (2009).